# Udea psychropa
Udea psychropa is een vlinder uit de familie van de grasmotten (Crambidae), uit de onderfamilie van de Spilomelinae. De wetenschappelijke naam van deze soort is voor het eerst voorgesteld als Pyrausta psychropa door Edward Meyrick in een publicatie uit 1899.
De soort komt voor in Hawaï.